# Adalbert-Stifter-Platz (Linz)

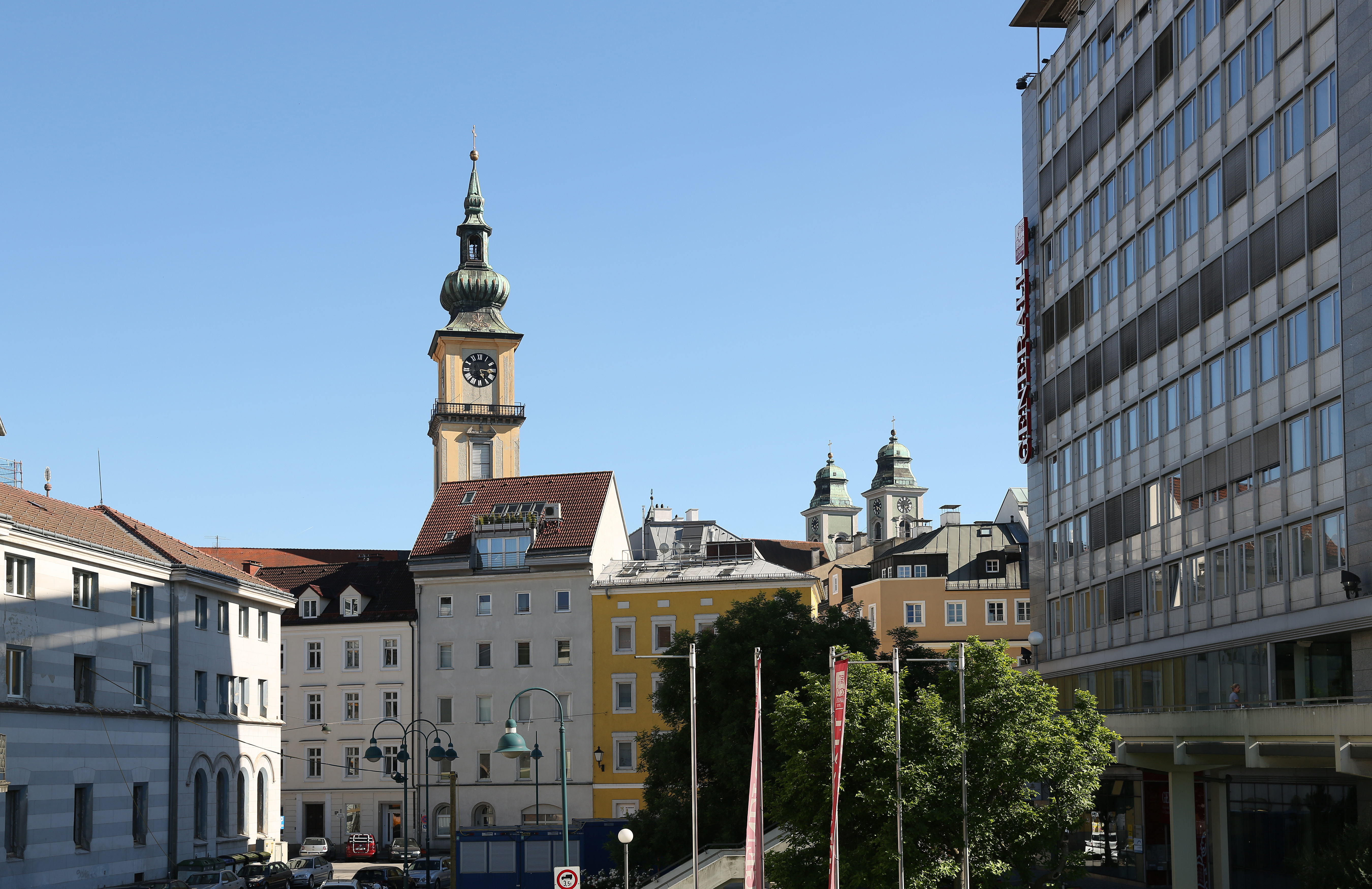
Adalbert-Stifter-Platz

Der Adalbert-Stifter-Platz ist ein zentraler öffentlicher Platz in der oberösterreichischen Landeshauptstadt Linz.

## Lage
Der Platz ist begrenzt vom Brückenkopfgebäude Ost, dem Stifterhaus, sowie der Adlergasse. Prägend ist neben dem Stifterhaus das in den 1960er-Jahren errichtete Generalihaus. An dieser Stelle stand zuvor das geschichtsträchtige Hotel Weinzinger.